# Злобинский, Борис Михайлович
Бори́с Миха́йлович Злоби́нский (1903 — 1977) — советский учёный. Работал в Московском институте стали и сплавов (МИСиС). Внес основной вклад в становление кафедры «Охрана труда», созданной в 1945 году. Борис Михайлович Злобинский руководил кафедрой до 1972 года. Им подготовлен и издан ряд учебников для студентов металлургических вузов и специальностей, в том числе «Основы техники безопасности» (1956) и «Охрана труда в металлургии» (1975). Книга Злобинского Б. М. «Безопасность работ с радиоактивными веществами», выпущенная Металлургиздатом в 1958 году, рекомендовалась работникам по технике безопасности и лицам, работающими с радиоактивными изотопами. В период, с 1964 по 1971 год, под его редакцией выпущен четырёхтомный справочник «Безопасность труда на производстве». Б. М. Злобинский заложил основные научные направления кафедры: разработка малошумных металлических материалов с целью снижения шума на производстве, исследования воспламеняемости порошков ряда цветных металлов и их сплавов с кремнием, пожаровзрывобезопасность в металлургии. Из его школы вышло много блестящих ученых.
В 2003 году в МИСиС прошла VII международная научно-практическая конференция по пожаровзрывобезопасности металлургического производства, посвященная 100-летию со дня рождения проф. Б. М. Злобинского.

## Книги
- «Основы техники безопасности» Злобинский Б. М., Учебник для спец. ВУЗов, Москва, «Металлургия», 220 с., 1956 г.
- «Безопасность работ с радиоактивными веществами» Злобинский Б. М., Москва, «Металлургиздат», 228 с., 1958 г.
- «Основы техники безопасности и противопожарной техники» Злобинский Б. М., Учебник для спец. ВУЗов, Изд. 2-е, доп. и перераб., Москва, «Металлургия», 336 с., 1965 г.
- «Охрана труда в металлургии» Злобинский Б. М., Учебник для спец. ВУЗов, Москва, «Металлургия», 460 с., 1968 г.
- «Безопасность труда на производстве» Справочное пособие под ред. Злобинского Б. М., Москва, «Металлургия», 688 с., 1969 г.
- «Защитные устройства» Справочное пособие под ред. Злобинского Б. М., Москва, «Металлургия», 455 с., 1971 г.
- «Воспламеняемость и токсичность металлов и сплавов» Злобинский Б. М., Злобинский В. Б. Москва, «Металлургия», 264 с., 1972 г.
- «Борьба с шумом в чёрной металлургии» Злобинский Б. М., Дрейман Н. И., Климов Ю. А., Пименов Е. С., Киев, «Техника», 198 с., 1973 г.
- «Охрана труда в металлургии» Злобинский Б. М., Учебник для спец. ВУЗов, 2-е изд., перераб. и доп., Москва, «Металлургия», 535 с., 1975 г.
- «Исследования и испытания» под ред. Злобинского Б. М., 2-е изд., перераб. и доп., Москва, «Металлургия», 400 с., 1976 г.[4]